# Sprinter Distribution
Sprinter 2000 S.A.  (cunoscuta si ca Sprinter Distribution - denumire comerciala) este o companie producătoare și distribuitoare de acumulatori, baterii, accesorii auto și corpuri de iluminat din România.
A fost înființată în anul 1994, impunându-se pe piață prin distribuția bateriilor Varta și Rayovac.
Sediul central se afla in orasul Brasov, iar depozitul central in Rasnov.
Număr de angajați în 2006: 100
Număr de angajați în 2024: 17
Cifra de afaceri în 2024: 4 milioane euro